# Liste der Geotope im Landkreis Unterallgäu
Diese Liste der Geotope des im Landkreis Unterallgäu verzeichnet alle bekannten dort vorliegenden Geotope. Die Liste enthält die amtlichen Bezeichnungen für Namen und Nummern des Bayerischen Landesamt für Umwelt (LfU) sowie deren geographische Lage. Im Geotopkataster Bayern sind etwa 3.400 Geotope (Stand: März 2020) erfasst.
| Name                                             | Bild           | Geotop ID | Gemeinde / Lage           | Geologische Raumeinheit      | Beschreibung | Fläche m² / Ausdehnung m | Geologie                                                           | Aufschlussart                  | Wert      | Schutzstatus                        | Bemerkung |
| ------------------------------------------------ | -------------- | --------- | ------------------------- | ---------------------------- | --- | ------------------------ | ------------------------------------------------------------------ | ------------------------------ | --------- | ----------------------------------- | --------- |
| Nagelfluh-Aufschluss W von Bad Grönenbach        | weitere Bilder | 778A001   | Bad Grönenbach Position   | Iller-Lech-Region            | Der kaum mehr sichtbare und völlig zugewachsene Nagelfluhaufschluss befindet sich unmittelbar an der Kreisstraße MN 21. Entstanden ist der Aufschluss durch den Abbau von verfestigtem Schotter, welcher stark verwittert ist. Reste Geologischer Orgeln sind an den Bruchwänden zu erkennen. Albrecht Penck ordnet den Schotter dem ältestpleistozänen Grönenbacher Deckenschotter zu. | 350 35 × 10              | Typ: Standard-/Referenzprofil, Geologische Orgel Art: Konglomerat  | Kiesgrube/Sandgrube            | wertvoll  | kein Schutzgebiet                   |           |
| Wolfertschwendener Steige E von Wolfertschwenden | weitere Bilder | 778A002   | Wolfertschwenden Position | Iller-Lech-Region            | Die Bruchwände bestehen aus konglomerierten Schottern und sind zum Teil bis zur Sohle des Steinbruchs, mit wenig tief ausgeprägten Geologischen Orgeln aufgeschlossen. Die aus nahezu reinen Kalk- und Dolomitgeröllen bestehenden Schotter sind relativ schlecht gerundet und stammen aus dem Günzglazial. | 300 30 × 10              | Typ: Gesteinsart, Geologische Orgel Art: Konglomerat               | Kiesgrube/Sandgrube            | bedeutend | kein Schutzgebiet                   |           |
| Nagelfluh-Aufschluss NW von Günzegg              |                | 778A003   | Böhen Position            | Iller-Lech-Region            | Der Nagelfluhaufschluss entstand durch eine ehemalige Kiesgrube und ist stark eingewachsen. Der Aufschluss besteht aus verfestetem Vorstoßschotter und Schottermoräne des Mindelglazials. | 1000 200 × 5             | Typ: Gesteinsart Art: Moräne, Schotter                             | Kiesgrube/Sandgrube            | bedeutend | kein Schutzgebiet                   |           |
| Nagelfluh-Aufschluss W von Ottobeuren            |                | 778A004   | Ottobeuren Position       | Iller-Lech-Region            | Die Brüche des Nagelfluhaufschlusses, südlich von Brüchlins bei Ottobeuren, zeigen kristallinreiche Schotter des Frühglazials. Die Anreicherung von Quarz, Quarzit und Hornstein nimmt dabei von unten nach oben ab. Zu den Hangenden hin werden die Gerölle gröber und kalkreicher. Verfestigte Feinsande der Oberen Süßwassermolasse finden sich an der Sohle des Steinbruchs. | 40 10 × 4                | Typ: Schichtfolge Art: Konglomerat                                 | Kiesgrube/Sandgrube            | bedeutend | kein Schutzgebiet                   |           |
| Ehem. Steinbruch bei Frickenhausen               |                | 778A005   | Lauben Position           | Iller-Lech-Region            | Die ehemalige Kiesgrube schließt ältere Deckenschotter aus dem Günzglazial auf, die zu Nagelfluh verfestigt sind. Gelbe Feinsande aus der Oberen Süßwassermolasse lassen sich an der Sohle des Steinbruchs erkennen. | 200 50 × 4               | Typ: Gesteinsart Art: Konglomerat                                  | Kiesgrube/Sandgrube            | bedeutend | kein Schutzgebiet                   |           |
| Nagelfluh-Aufschluss SW von Ottobeuren           |                | 778A006   | Ottobeuren Position       | Iller-Lech-Region            | Roppelt stellt den Nagelfluhaufschluss als bekanntes Beispiel für periglaziale Ablagerungen dar, der auch als Typlokalität für den Ottobeurer Schotter gilt. Die Überlagerung durch typische fluvioglaziale Schotter definiert die zeitliche Einordnung zur Günz-Eiszeit. Der hohe Kristallinanteil von bis zu 20 % und ein geringer Kalkanteil kennzeichnen die Gerölle dieser Sedimente. | 200 40 × 5               | Typ: Typlokalität, Geologische Orgel, Gesteinsart Art: Konglomerat | Kiesgrube/Sandgrube            | wertvoll  | kein Schutzgebiet                   |           |
| Nagelfluh-Aufschluss SE von Bad Grönenbach       | weitere Bilder | 778A007   | Bad Grönenbach Position   | Iller-Lech-Region            | Der Aufbau des Grönenbacher Schotters ist als deutliche Terrassenkante aufgeschlossen. Mit einer gut 2 Meter mächtigen, schräggerichteten Lage aus sehr grobem, matrixgestützten Material beginnt die Abfolge des Aufschlusses. Oberhalb sind Bänke von 1 bis 2 Metern, mit Verfeinerung von grobem Kies an der Basis bis zu Feinsandlagen am Top. Dokumentiert werden diese Ablagerungen als verwilderte Flusssysteme (braided river) des unmittelbaren Gletschervorfeldes. | 800 40 × 20              | Typ: Gesteinsart Art: Konglomerat                                  | Kiesgrube/Sandgrube            | bedeutend | kein Schutzgebiet                   |           |
| Molasseaufschluss N von Aubauer                  |                | 778A010   | Kronburg Position         | Iller-Lech-Region            | Die Sandsteinlage ist nördlich des Fußweges an der Kante der Würmterrasse zur holozänen Illerauce aufgeschlossen. Die Klüfte und Schichtflächen werden von Baumwurzeln nachgezeichnet. Der Bach bildet südlich des Weges einen kleinen Wasserfall mit anstehenden Sanden/Sandsteinen. Bis zum Bachbett sind Feinsedimente aufgeschlossen. Obwohl Molassesandsteine an den Terrassenkanten der Iller öfter aufgeschlossen sind, sind diese nicht immer so einfach zugänglich. Da Feinsedimente der Molasse eher selten aufgeschlossen sind, besteht durch den Bach hohes Erhaltungspotenzial. | 260 20 × 13              | Typ: Gesteinsart, Schichtfolge Art: Sandstein, Sand                | Prallhang/Flussbett/Bachprofil | wertvoll  | Landschaftsschutzgebiet             |           |
| Schichtquellen SE von Katzbrui                   |                | 778Q002   | Apfeltrach Position       | Iller-Lech-Region            | Die natürlichen, gut schüttenden Quellen mit bis zu 17 Litern pro Sekunde treten am Hang zahlreich auf. Die Quellen entspringen dabei zwischen den wasserdurchlässigen Mindeldeckenschottern und den eher wasserundurchlässigen Feinsanden und Mergeln der Oberen Süßwassermolasse. Durch das sehr kalkreiche Wasser entstanden Kalktuffbildungen, sowie eine kleine steinerne Rinne. Die vielen Quellen vereinigen sich zu einem in der Talsohle fließenden Bach. | 8000 200 × 40            | Typ: Schichtquelle, Niedermoor Art: Konglomerat, Mergel            | kein Aufschluss                | wertvoll  | Landschaftsbestandteil              |           |
| Geologische Orgeln SSW von Bossarts              | weitere Bilder | 778R001   | Wolfertschwenden Position | Iller-Lech-Region            | Die Geologischen Orgeln befinden sich südwestlich des Weilers Bossarts bei Wolfertschwenden. Sie bestehen aus runden, glattwandigen, röhrenförmigen Gebilde, die bis zu 14 Meter hoch sind. Die Lösungsverwitterung des aus Kalk und Dolomitgeröll bestehenden Nagelfluhs aus der Günzeiszeit führte zum Entstehen der Geologischen Orgeln, die mit Verwitterungslehm gefüllt sind. Das Konglomerat zeigt kalkalpine Gesteine wie Dolomite, Kalke und rote Hornsteine. Die Schichten wechseln sich dabei zwischen groben Komponenten und sandigen Lagen ab.                                  | 40 20 × 2                | Typ: Geologische Orgel Art: Konglomerat                            | Hanganriss/Felswand            | wertvoll  | Naturdenkmal                        |           |
| Toteisloch SW von Herbisried                     | weitere Bilder | 778R002   | Bad Grönenbach Position   | Iller-Lech-Jungmoränenregion | Das Toteisloch befindet sich südwestlich von Herbisried bei Bad Grönenbach am Rande eines kleinen Waldes. Die mäßig eingetiefte Hohlform zeigt eine von der Umgebung auffallend abweichende Vegetation auf. Der anmoorige Boden ist stellenweise nass, jedoch weitgehend verlanded. Entstanden ist das Toteisloch durch Hohlraumbildung durch Eiszerfall am Gletscherrand des ausgehenden Hochglazials der Würmeiszeit. | 1000 50 × 20             | Typ: Toteisloch Art: Moräne                                        | kein Aufschluss                | wertvoll  | kein Schutzgebiet                   |           |
| Trompetentälchen NE von Ziegelberg               | weitere Bilder | 778R003   | Bad Grönenbach Position   | Iller-Lech-Jungmoränenregion | Das größte Trompetental des Allgäus entstand während der letzten Eiszeit. Es weitet sich trichterförmig nach Norden, gleich eines Trompetenhalses. Nördlich des Ortes Ziegelberg liegt eine äußerste, zum Teil umschotterte Wallgruppe. Eine Erosionsrinne zerschneidet die würmeiszeitlichen Moränenwälle, der auch die Eisenbahnlinie folgt. | 2520000 3600 × 700       | Typ: Trompetental Art: Moräne, Schotter                            | kein Aufschluss                | wertvoll  | kein Schutzgebiet                   |           |
| Nagelfluhfelsen am Falken NE von Ittelsburg      | weitere Bilder | 778R004   | Bad Grönenbach Position   | Iller-Lech-Region            | Der historisch bedeutende Nagelfluhaufschluss am nordöstlichen Hang des Falken zeigt Schotterkonglomerate von Ablagerungen der Schmelzwässer aus den Gletschern der Günzeiszeit. Die Herkunft der Gerölle ist großteils kalkalpin. Da nur wenige Stücke kantengrundet und die meisten Stücke eckig sind, lässt sich darauf schließen, dass der Kies in den Gletscherflüssen nicht weit transportiert und die Gletscherstirn in nächster Nähe lag. | 1500 50 × 30             | Typ: Felswand/-hang Art: Konglomerat                               | Hanganriss/Felswand            | wertvoll  | Landschaftsschutzgebiet             |           |
| Zeller Hochterrasse N von Bad Grönenbach         |                | 778R005   | Bad Grönenbach Position   | Iller-Lech-Region            | Zu den klassischen Forschungsgebiete der Quartärgeologie gehört das Gebiet zwischen Memmingen und Bad Grönenbach. Die deutlich gegliederten Schotterterrassen erlaubten es Albrecht Penck die Mehrgliedrigkeit des Pleistozäns nachzuweisen. Die rißzeitliche Hochterrasse begrenzt dabei den würmeiszeitlichen Talgrund. Im Westen wird die Hochterrasse ihrerseits von der mindeleiszeitlichen Terrasse überragt. | 93000 3100 × 30          | Typ: Terrasse Art: Konglomerat                                     | kein Aufschluss                | bedeutend | kein Schutzgebiet                   |           |
| Terrasse zwischen Heimertingen und Fellheim      |                | 778R006   | Fellheim Position         | Iller-Lech-Region            | Die würmeiszeitliche Niederterrasse überragt den Talgrund um 13 Meter. Aufgrund des Vorkommens von Gelbem Lein (Linum Flavum) in einem kurzen Abschnitt, wurde dieser als Naturdenkmal ausgewiesen. | 60000 4000 × 15          | Typ: Terrasse Art: Schotter                                        | kein Aufschluss                | bedeutend | Naturdenkmal                        |           |
| Illertal WSW von Bad Grönenbach                  |                | 778R007   | Bad Grönenbach Position   | Iller-Lech-Region            | Der teilweise eingewachsene Aufschluss am Prallhang zeigt Schichten der Oberen Süßwassermolasse. Das hydrodynamische Flusssystem der Iller ist durch die Staustufen beeinträchtigt. | 8400000 7000 × 1200      | Typ: Prallhang, Schichtfolge Art: Schotter                         | Prallhang/Flussbett/Bachprofil | bedeutend | Landschaftsschutzgebiet, FFH-Gebiet |           |
| Hochterrasse zwischen Egg und Lauben             |                | 778R008   | Egg an der Günz Position  | Iller-Lech-Region            | Die maximal 12 m hohe rißeiszeitliche Hochterrasse ist aufgrund ihres Baumbestandes nur selten deutlich sichtbar, vom Talrand der holozänen Talaue abgesetzt. | 63000 1800 × 35          | Typ: Terrasse Art: Konglomerat                                     | kein Aufschluss                | bedeutend | kein Schutzgebiet                   |           |